# 음력 8월 2일
음력 8월 2일은 음력 8월의 2번째 날이다.

## 사건
- 1977년 - 남대문시장 화재 발생.
- 1997년 -
  - 원자력 발전소 월성 2호기 준공.
  - 베트남 항공 여객기 프놈펜 인근 추락, 한국인 21명 포함 65명 사망.

## 사망
- 1956년 - 대한민국의 화가 이중섭.

## 같이 보기
- 음력 360일: 1월 2월 3월 4월 5월 6월 7월 8월 9월 10월 11월 12월
- 전날:8월 1일 다음날:8월 3일 - 전달:7월 2일 다음달:9월 2일
- 양력:8월 2일
- 음력, 윤달